# 西住之江
西住之江（にしすみのえ）は、大阪府大阪市住之江区にある町名。現行行政地名は西住之江一丁目から西住之江四丁目。

## 地理
住之江区の南東部に位置し、東に住之江、西は南側に北島、北側に浜口西、北に浜口東と接している。

### 河川
- 大和川
  - 大和川大橋
- 十三間堀川

## 歴史
1974年（昭和49年）、大阪市住吉区西住之江町1 - 7丁目・浜口東1 - 3丁目・浜口中1 - 3丁目・住之江町・北島町の各一部より。住之江区西住之江1 - 4丁目成立。

## 世帯数と人口
2024年（令和6年）9月30日現在（大阪市発表）の世帯数と人口は以下の通りである。
| 丁目           | 世帯数    | 人口    |
| -------------- | --------- | ------- |
| 西住之江一丁目 | 775世帯   | 1,419人 |
| 西住之江二丁目 | 808世帯   | 1,446人 |
| 西住之江三丁目 | 730世帯   | 1,216人 |
| 西住之江四丁目 | 285世帯   | 541人   |
| 計             | 2,598世帯 | 4,622人 |

### 人口の変遷
国勢調査による人口の推移。
| 1995年（平成7年）  | 5,422人 | [ 6 ]  |  |
| 2000年（平成12年） | 5,089人 | [ 7 ]  |  |
| 2005年（平成17年） | 4,824人 | [ 8 ]  |  |
| 2010年（平成22年） | 4,548人 | [ 9 ]  |  |
| 2015年（平成27年） | 4,385人 | [ 10 ] |  |
| 2020年（令和2年）  | 4,589人 | [ 11 ] |  |

### 世帯数の変遷
国勢調査による世帯数の推移。
| 1995年（平成7年）  | 2,071世帯 | [ 6 ]  |  |
| 2000年（平成12年） | 2,061世帯 | [ 7 ]  |  |
| 2005年（平成17年） | 2,065世帯 | [ 8 ]  |  |
| 2010年（平成22年） | 2,082世帯 | [ 9 ]  |  |
| 2015年（平成27年） | 2,082世帯 | [ 10 ] |  |
| 2020年（令和2年）  | 2,353世帯 | [ 11 ] |  |

## 学区
市立小・中学校に通う場合、学区は以下の通りとなる。なお、小学校・中学校入学時に学校選択制度を導入しており、通学区域以外に住之江区にある小学校（自宅から概ね2km以内、学校の中心から距離で1.5km以内）・中学校から選択することも可能。
| 丁目           | 番   | 小学校             | 中学校               |
| -------------- | ---- | ------------------ | -------------------- |
| 西住之江一丁目 | 全域 | 大阪市立安立小学校 | 大阪市立住之江中学校 |
| 西住之江二丁目 | 全域 | 大阪市立安立小学校 | 大阪市立住之江中学校 |
| 西住之江三丁目 | 全域 | 大阪市立安立小学校 | 大阪市立住之江中学校 |
| 西住之江四丁目 | 全域 | 大阪市立安立小学校 | 大阪市立住之江中学校 |

## 事業所
2021年（令和3年）現在の経済センサス調査による事業所数と従業員数は以下の通りである。
| 丁目           | 事業所数  | 従業員数 |
| -------------- | --------- | -------- |
| 西住之江一丁目 | 57事業所  | 773人    |
| 西住之江二丁目 | 56事業所  | 303人    |
| 西住之江三丁目 | 36事業所  | 228人    |
| 西住之江四丁目 | 9事業所   | 54人     |
| 計             | 158事業所 | 1,358人  |

## 交通

### 鉄道
- 南海電気鉄道
  - 南海本線 住ノ江駅

### バス
2020年4月現在
- 大阪シティバス[15]
  - 3・25号系統：西住之江 - 住之江駅筋

### 道路
- 国道26号
- 大阪府道42号住吉八尾線

## 施設
- 住之江警察署 住之江駅前交番
- 池田泉州銀行 住之江支店[16]
- ダイエー 住ノ江駅前店[17]
- 浜口東公園
- 西住之江公園
- 西住之江中公園
- 西住之江南公園

## その他

### 日本郵便
- 〒559-0005[3]（集配局：住之江郵便局[18]）